# Mas Vilarenc
El Mas Vilarenc és una obra del municipi de Calafell (Baix Penedès) protegida com a bé cultural d'interès local.

## Descripció
El Vilarenc és compost per unes extenses propietats situades entre el poble i la platja. Les propietats són tancades per un mur o per un entrellaçat de filferro. La masia està formada per l'habitatge dels amos i el dels masovers. Presenta dues plantes. Els baixos tenen una porta d'arc rebaixat i una finestra rectangular amb reixa a cada banda; la porta i la finestra dreta són precedides per un petit porxo de cinc arcs de mig punt. El pis noble consta de dues portes balconeres de llinda, barana de ferro forjat i base. A la dreta hi ha una finestra rectangular de construcció posterior, ja que la teulada presenta més alçada. La resta de les cobertes són de dues vessants.

## Història
El lloc era en el segle xix propietat dels marquesos de Samà i adquirí la seva importància en descobrir fortuïtament notables restes de construccions romanes. El Vilarenc és situat no gaire lluny d'un dels trencalls de la Via Augusta. Els itineraris romans hi situen un nucli rural anomenat "Stabulum novum". Els treballs arqueològics foren realitzats per Pujol, Llanes... Després en el 1967 s'efectuà una campanya d'excavacions i Albert Ballil datà l'establiment del segle I fins al Segle III dC, però més tard es comprovà que l'ocupació durà fins als segles V o VI dC. També s'hi trobà ceràmica medieval, cosa que permet dir que les instal·lacions foren aprofitades pels pobladors del segle x. Segons Ballil el naixement de la vila és degut a les lluites civils produïdes a Roma, les quals afavoriren les immigracions a les províncies de l'Imperi. La base econòmica d'aquesta explotació agrícola era el vi. Fou una explotació habitada per forans que estaven en contacte amb els nuclis d'indígenes del terme.